# Pont du Maréchal-de-Lattre-de-Tassigny
Le pont du Maréchal-de-Lattre-de-Tassigny, communément appelé pont de Bougival, franchit la Seine sur une longueur de trois cent quarante mètres de Croissy-sur-Seine à Bougival en s'appuyant sur l'île de la Chaussée, à laquelle il donne également accès.

## Historique
Le pont actuel est mis en service en 1969. L'ancien pont, immortalisé par Claude Monet, datait de 1858.
Les culées de l'ancien pont sont encore visibles un peu en amont du pont actuel.
Le pont moderne est situé sur la route D 321 qui va de Carrières-sur-Seine à Versailles et permet d'atteindre au sud l'autoroute A13. Avant celle-ci, il donne accès à la route D 113/D 913 qui conduit vers l'est à l'autoroute A86 et au quartier d'affaires de La Défense, puis à Paris. Le pont est donc assez fréquenté : ainsi, lors d'un comptage ponctuel effectué en 2006, le trafic moyen journalier hebdomadaire s'élevait à 17 192 véhicules.
Une très grande fresque orne la pile sur la berge de Croissy. Elle a été réalisée en 2016 par des enfants encadrés par les street artists Doudou et Smerg.

Illustrations
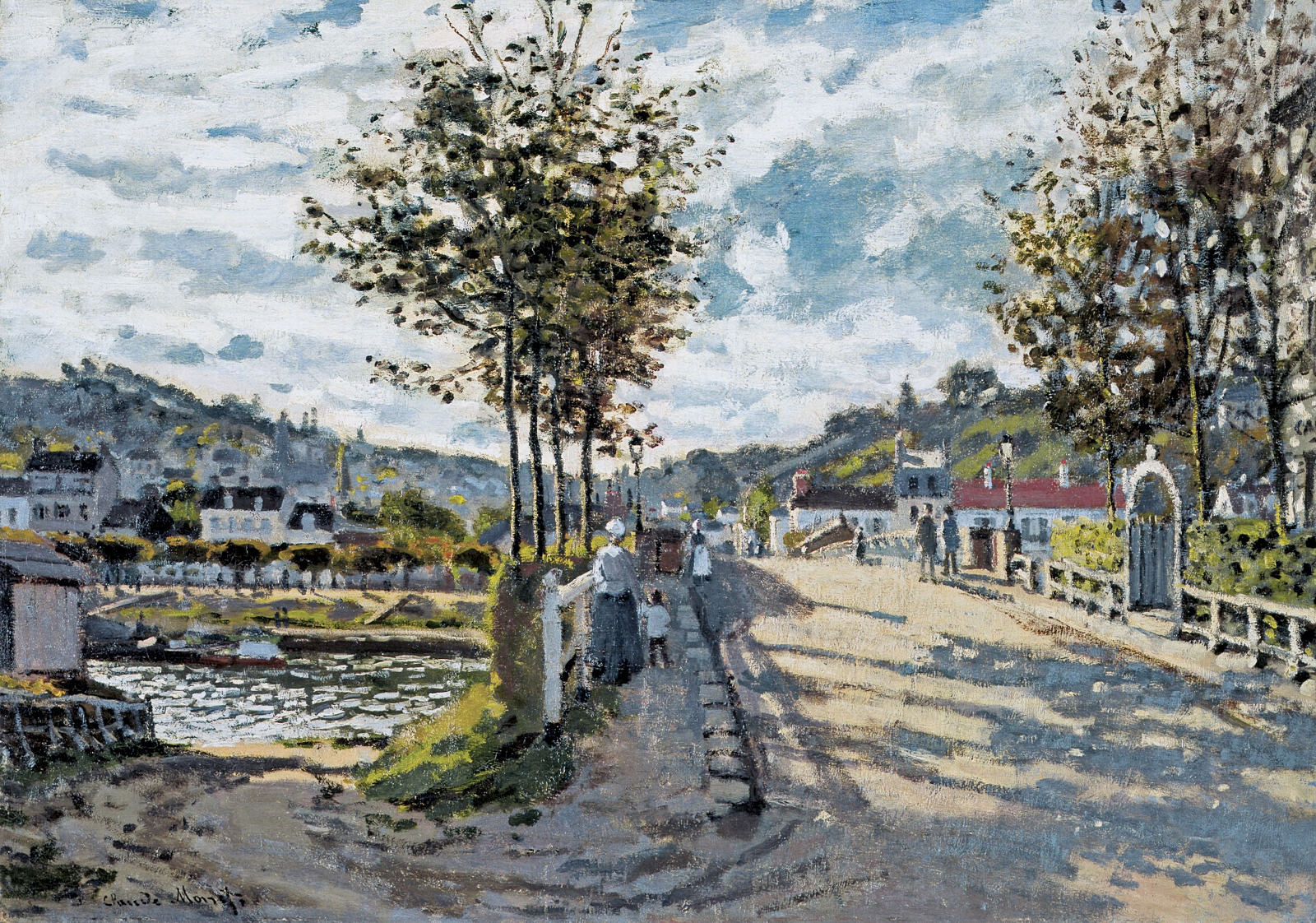
Monet, Le pont de Bougival, 1869.